# Lijst van voetbalinterlands Brazilië - Qatar
Deze lijst van voetbalinterlands is een overzicht van alle officiële voetbalwedstrijden tussen de nationale teams van Brazilië en Qatar. De landen speelden tot op heden een keer tegen elkaar. Dat was een vriendschappelijke wedstrijd op 6 juni 2019 in Brasilia.

## Wedstrijden
| № | Plaats   | Datum       | Competitie        | Wedstrijd        | Uitslag |
| - | -------- | ----------- | ----------------- | ---------------- | ------- |
| 1 | Brasilia | 6 juni 2019 | Vriendschappelijk | Brazilië – Qatar | 2 – 0   |

## Samenvatting
| Competitie        | Totaal gespeeld | Winst Brazilië | Gelijk | Winst Qatar | Doelsaldo Brazilië – Qatar |
| ----------------- | --------------- | -------------- | ------ | ----------- | -------------------------- |
| Vriendschappelijk | 1               | 1              | 0      | 0           | 2 − 0                      |
| Totaal            | 1               | 1              | 0      | 0           | 2 − 0                      |

Wedstrijden bepaald door strafschoppen worden, in lijn met de FIFA, als een gelijkspel gerekend.
A-internationals · Selecties · CBF · Braziliaans vrouwenelftal · Olympisch elftal · Bondscoaches
1910 – 1919 · 
1920 – 1929 · 
1930 – 1939 · 
1940 – 1949 · 
1950 – 1959 · 
1960 – 1969 · 
1970 – 1979 · 
1980 – 1989 · 
1990 – 1999 · 
2000 – 2009 · 
2010 – 2019 · 
2020 – 2029
WK 1930 · 
WK 1934 · 
WK 1938 · 
WK 1950 · 
WK 1954 · 
WK 1958 · 
WK 1962 · 
WK 1966 · 
WK 1970 · 
WK 1974 · 
WK 1978 · 
WK 1982 · 
WK 1986 · 
WK 1990 · 
WK 1994 · 
WK 1998 · 
WK 2002 · 
WK 2006 · 
WK 2010 · 
WK 2014 · 
WK 2018 · 
WK 2022
OS 1952 · 
OS 1960 · 
OS 1964 · 
OS 1968 · 
OS 1972 · 
OS 1976 · 
OS 1984 · 
OS 1988 · 
OS 1996 · 
OS 2000 · 
OS 2008 · 
OS 2012 · 
OS 2016 · 
OS 2020
1914 · 
1915 · 
1916 · 
1917 · 
1918 · 
1919 · 
1920 · 
1921 · 
1922 · 
1923 · 
1924 · 
1925 · 
1926 · 
1927 · 
1928 · 
1929 · 
1930 · 
1931 · 
1932 · 
1933 · 
1934 · 
1935 · 
1936 · 
1937 · 
1938 · 
1939 · 
1940 · 
1941 · 
1942 · 
1943 · 
1944 · 
1945 · 
1946 · 
1947 · 
1948 · 
1949 · 
1950 · 
1951 · 
1952 · 
1953 · 
1954 · 
1955 · 
1956 · 
1957 · 
1958 · 
1959 · 
1960 · 
1961 · 
1962 · 
1963 · 
1964 · 
1965 · 
1966 · 
1967 · 
1968 · 
1969 · 
1970 · 
1971 · 
1972 · 
1973 · 
1974 · 
1975 · 
1976 · 
1977 · 
1978 · 
1979 · 
1980 · 
1981 · 
1982 · 
1983 · 
1984 · 
1985 · 
1986 · 
1987 · 
1988 · 
1989 · 
1990 · 
1991 · 
1992 · 
1993 · 
1994 · 
1995 · 
1996 · 
1997 · 
1998 · 
1999 · 
2000 · 
2001 · 
2002 · 
2003 · 
2004 · 
2005 · 
2006 · 
2007 · 
2008 · 
2009 · 
2010 · 
2011 · 
2012 · 
2013 · 
2014 · 
2015 · 
2016 · 
2017 · 
2018 ·
2019 ·
2020 ·
2021
Algerije ·
Andorra ·
Argentinië ·
Australië ·
België ·
Bolivia ·
Bosnië en Herzegovina ·
Bulgarije ·
Canada ·
Chili ·
China ·
Colombia ·
Congo-Kinshasa ·
Costa Rica ·
Denemarken ·
DDR ·
Duitsland ·
Ecuador ·
Egypte ·
El Salvador ·
Engeland ·
Estland ·
Finland ·
Frankrijk ·
Gabon ·
Ghana ·
Griekenland ·
Guatemala ·
Guinee ·
Haïti ·
Honduras ·
Hongarije ·
Hongkong ·
Ierland ·
IJsland ·
Irak ·
Iran ·
Israël ·
Italië ·
Ivoorkust ·
Jamaica ·
Japan ·
Joegoslavië ·
Kameroen ·
Kroatië ·
Letland ·
Litouwen ·
Luxemburg ·
Maleisië ·
Marokko ·
Mexico ·
Nederland ·
Nieuw-Zeeland ·
Nigeria ·
Noord-Ierland ·
Noord-Korea ·
Noorwegen ·
Oekraïne ·
Oman ·
Oostenrijk ·
Panama ·
Paraguay ·
Peru ·
Polen ·
Portugal ·
Qatar .
Roemenië ·
Rusland ·
Saoedi-Arabië ·
Senegal ·
Servië ·
Schotland ·
Slowakije ·
Sovjet-Unie ·
Spanje ·
Tanzania ·
Thailand ·
Tsjechië ·
Tsjecho-Slowakije ·
Tunesië ·
Turkije ·
Uruguay ·
Venezuela ·
Verenigde Arabische Emiraten ·
Verenigde Staten ·
Wales ·
Zambia ·
Zimbabwe ·
Zuid-Afrika ·
Zuid-Korea ·
Zweden ·
Zwitserland
Argentinië (1982) ·
Argentinië (2005) ·
Australië (1997) ·
Australië (2006) ·
België (2018) ·
Chili (2014) ·
China (2002) ·
Colombia (2014) ·
Costa Rica (2018) ·
Duitsland (2002) ·
Duitsland (2014) ·
Frankrijk (1998) ·
Frankrijk (2006) ·
Ghana (2006) ·
Hongarije (1954) ·
Italië (1970) ·
Italië (1982) ·
Italië (1994) ·
Japan (2006) ·
Kameroen (2014) ·
Kameroen (2022) ·
Kroatië (2006) ·
Kroatië (2014) ·
Kroatië (2022) ·
Mexico (1999) ·
Mexico (2014) ·
Mexico (2018) ·
Nederland (2014) ·
Portugal (2010) ·
Servië (2018) ·
Spanje (2013) ·
Tsjecho-Slowakije (1962, 2) ·
Turkije (2002, 1) ·
Uruguay (1950) ·
Verenigde Staten (2009, 2) ·
Zweden (1958) ·
Zwitserland (2018)
QFA · A-internationals · Bondscoaches · Statistieken · Qatarees vrouwenelftal · Qatar U21 · Qatar U20 · Qatar U19 · Qatar U18 · Qatar U17
1970 – 1979 ·
1980 – 1989 ·
1990 – 1999 ·
2000 – 2009 ·
2010 – 2019 ·
2020 − 2029
OS 1984 · 
OS 1992
1970 · 
1971 · 
1972 · 
1973 · 
1974 · 
1975 · 
1976 · 
1977 · 
1978 · 
1979 · 
1980 · 
1981 · 
1982 · 
1983 · 
1984 · 
1985 · 
1986 · 
1987 · 
1988 · 
1989 · 
1990 · 
1991 · 
1992 · 
1993 · 
1994 · 
1995 · 
1996 · 
1997 · 
1998 · 
1999 · 
2000 · 
2001 · 
2002 · 
2003 · 
2004 · 
2005 · 
2006 · 
2007 · 
2008 · 
2009 · 
2010 · 
2011 · 
2012 · 
2013 · 
2014 ·
2015 ·
2016 ·
2017 ·
2018 ·
2019 ·
2020 ·
2021 ·
2022 ·
2023 ·
2024
Afghanistan ·
Albanië ·
Algerije ·
Andorra ·
Argentinië ·
Australië ·
Azerbeidzjan ·
Bahrein ·
Bangladesh ·
België ·
Bhutan ·
Bosnië en Herzegovina ·
Brazilië .
Bulgarije ·
Burkina Faso ·
Cambodja ·
Canada ·
Chili ·
China ·
Colombia ·
Congo-Kinshasa ·
Costa Rica ·
Curaçao ·
Ecuador ·
Egypte ·
El Salvador ·
Estland ·
Filipijnen ·
Finland ·
Georgië ·
Ghana ·
Grenada ·
Griekenland ·
Guatemala ·
Haïti ·
Honduras ·
Hongarije ·
Hongkong ·
Ierland ·
IJsland ·
India ·
Indonesië ·
Irak ·
Iran ·
Ivoorkust ·
Jamaica ·
Japan ·
Jemen ·
Jordanië ·
Kazachstan ·
Kenia ·
Kirgizië ·
Koeweit ·
Kroatië ·
Laos ·
Letland ·
Libanon ·
Libië ·
Liechtenstein ·
Luxemburg ·
Malediven ·
Maleisië ·
Mali ·
Malta ·
Marokko ·
Mauritius ·
Mexico ·
Moldavië ·
Myanmar ·
Nederland ·
Nieuw-Zeeland ·
Noord-Ierland ·
Noord-Korea ·
Noord-Macedonië ·
Noorwegen ·
Oezbekistan ·
Oman ·
Pakistan ·
Palestina ·
Panama ·
Paraguay ·
Peru ·
Portugal ·
Rusland ·
Saoedi-Arabië ·
Schotland ·
Senegal ·
Servië ·
Singapore ·
Slovenië ·
Soedan ·
Sri Lanka ·
Syrië ·
Tadzjikistan ·
Thailand ·
Tsjechië ·
Tunesië ·
Turkije · 
Turkmenistan ·
Verenigde Arabische Emiraten ·
Verenigde Staten ·
Vietnam ·
Wales ·
Zimbabwe ·
Zuid-Korea ·
Zweden ·
Zwitserland
Ecuador (2022) ·
Nederland (2022)